# AzMarie Livingston
Pour les articles homonymes, voir Ashley et Livingston.
AzMarie Livingston, née le 28 décembre 1986 dans la Vallée de San Fernando en Californie, est un mannequin androgyne, une actrice, productrice et musicienne américaine.
Elle débute le mannequinat à l'âge de neuf ans et se fait connaitre en 2012 pour sa prestation et son look androgyne durant la 18e saison de Top Model USA, où elle est éliminée de la compétition pour avoir refusé de porter un coussinet fessier. Cet évènement lance sa carrière d'actrice, puisqu'elle obtient un rôle dans la série gay DTLA (en), diffusée sur OutTV et Logo Tv, aux côtés de Melanie Griffith et Sandra Bernhard. Elle joue aussi de la musique et son premier EP HipPopMelodicPoetry sort en 2014.

## Biographie
Ashley Marie Livingston est née en Californie dans la Vallée de San Fernando Valley et a grandi à Milwaukee, dans le Wisconsin. Son nom de scène « AzMarie » est un amalgame de ses premier et deuxième prénoms, elle l'a choisi pour avoir un nom plus original. Livingston est élevée par sa mère célibataire. Son père est un homosexuel de tempérament fier et exubérant et elle décrit la relation entre ses parents comme celle de best friends forever.
Petite fille, elle déménage dans la région de Milwaukee, où elle fréquente la Nicolet High School (en). À l'âge de neuf ans, elle montre de l'intérêt pour le mannequinat après un voyage avec son père à Los Angeles pendant ses vacances mais elle fait une pause car elle souhaite alors avoir une véritable enfance. Après sa scolarité, elle s'inscrit à l'Université du Wisconsin à Whitewater mais abandonne ses études après trois semestres. Elle déménage alors à Los Angeles pour poursuivre sa carrière.

## Carrière

### Mannequinat

#### Débuts
AzMarie Livingston commence sa carrière en tant que  mannequin de scène à Los Angeles et New York. De 2009 à 2011, elle apparait dans les magazines et participe à différents défilés de mode, dont ceux de la  Fashion Week de Londres, de la Black Entertainment Television et de Rip the Runway (en).

#### America's Next Top Model
En 2012, AzMarie Livingston se fait connaître du public par sa participation à la 18e saison de l'émission Top Model USA du réseau de télévision The CW Television Network, intitulée America's Next Top Model: British Invasion (en),. Elle est remarquée pour son look androgyne et ses tatouages. En dépit de son succès dans les premières phases de la compétition, elle est éliminée au sixième épisode pour avoir refusé de porter un coussinet pour les fesses (booty tooch en anglais} – ce qui selon elle aurait été incohérent avec l'image qu'elle avait construite –, malgré ses excuses publiques pour ce refus, elle est perçue comme cocky (arrogante en anglais) pour ce positionnement. Elle est classée neuvième au classement général.

### Cinéma
AzMarie Livingston est actrice et productrice de films et séries télévisées.
En 2009, elle fait une apparition dans le film primé Precious, adapté du roman de Sapphire. En 2010, elle apparait aussi dans l'émission de téléréalité Les Real Housewives de New York et The Jacksons: A Family Dynasty (en).
Elle joue le rôle de Chicken, la meilleure amie de Hakeem's dans la série télévisée américaine Empire produite par la Fox.
Après sa prestation dans la compétition de Top Model USA, AzMarie Livingston obtient un rôle dans la série télévisée gay DTLA, diffusée sur OutTV et Logo TV. Elle y joue un rôle aux côtés de Melanie Griffith et Sandra Bernhard, interprétant Ricki, la petite amie de Melanie Griffith dans la série. À propos de ce rôle pionnier (en) qui constitue une percée dans sa carrière, Livingston indique qu'il l'a rendue un peu nerveuse mais qu'elle ne l'a pas montré. Livingston joue ensuite un rôle majeur dans la comédie romantique Almost Amazing de Justin Price, l'auteur de The Cloth (en).
Elle joue aussi le rôle de Bracka dans la série télévisée The Purge en 2018 et celui de Dani dans aTypical Wednesday (2020).

### Musique
AzMarie Livingston débute par des extras et des participations mineures avant de passer à une carrière solo et avant même de participer à la compétition Next Top Model, par exemple dans le clip de la chanson de Kelly Rowland's Motivation (en) et celui de la chanson de Nicki Minaj Moment 4 Life. Son single Morning Guarantee sort en décembre 2012. Le 31 août 2014, elle sort un premier EP sur SoundCloud intitulé  HipPopMelodicPoetry,. Son single We Hot sort en 2015.

### Vie privée
AzMarie Livingston est ouvertement lesbienne,. Elle a été en couple avec l'actrice Raven-Symoné, pendant trois ans, avant de s'en séparer en octobre 2015,,.

## Filmographie

### Télévision
- 2010 : Les Real Housewives de New York
- The Jacksons: A Family Dynasty (en)[10]
- 2012 : Top Model USA (America's Next Top Model) : elle-même
- 2012 : DTLA (en) : Ricki
- 2015-2018 : Empire : Chicken
- 2015 : Grey's Anatomy une interne
- 2016 : Noches con Platanito : elle-même[21]
- 2018 : The Purge : Bracka[12]
- 2020 : aTypical Wednesday (2020)[13]

### Court-métrage
- 2015 : The Red Barn : Aunti
- 2017 : Sins of the Father : Jay Lee

### Cinéma
- 2009 : Precious : la fille avec Jermaine[22],[3]
- 2015 : The Same Difference (documentaire) : elle-méme
- 2017 : Almost Amazing : Stacey

### Vidéos musicales
| Titre             | Année | Directeur ou directrice |
| Motivation        | 2011  | Sarah Chatfield (en)    |
| Moment 4 Life     | 2011  | Chris Robinson          |
| Morning Guarantee | 2012  | Hey Lady                |